# 雷肯希斯皇家空军基地
雷肯希斯皇家空军基地（英語：Royal Air Force Lakenheath）是位于英国薩福克郡雷肯希斯附近的一个英国皇家空军基地。尽管这个基地属于英国皇家空军，但目前仅有美国空军驻扎于此。主要驻场单位为美国空军第48战斗机联队，主要运作F-15E打擊鷹式戰鬥轟炸機和F-35閃電II戰鬥機。

## 历史

### 冷战时期
1946年11 月，杜鲁门总统下令战略空军司令部 (SAC) B-29 超级堡垒轰炸机前往欧洲，并决定将美国欧洲空军 (USAFE) 重新调整为一支常备作战部队。 同年7 月，SAC 第 2 轰炸大队的 B-29 被部署到莱肯希思。
1956 年 4 月 30 日，两架洛克希德 U-2 飞机被空运到莱肯希思，组成中央情报局 A 支队。U-2 的首飞是在 5 月 21 日。 中央情报局部队并没有在莱肯斯停留太久，于 1956 年 6 月搬到了西德的威斯巴登空军基地。

#### 非裔美国士兵在莱肯希斯空军基地的经历
美国于 1948 年取消军队内部的种族隔离后，在英国的美军基地附近诞生了许多“棕色婴儿”(Brown Babies)。通常这些孩子的母亲是英国人，而父亲则是驻扎在莱肯希思的非裔美国士兵。
凡妮莎·贝尔德 (Vanessa Baird) 于 1958 年 4 月出生，父亲驻扎在莱肯希思机场，母亲是利物浦人。她的父亲并不知道她的存在，这也是当时“棕色婴儿”的普遍生存和身份情况。 她母亲的家人知道后无法接受。 于是凡妮莎和她的母亲去了诺里奇，因为在诺里奇有一个由混血儿童组成的小社区。 据贝尔德说，在那里，一些妇女嫁给了这些非裔美国士兵，并跟随他们一起去了美国。
Elaine Brown 与 Vanessa 有着相似的经历。 1950 年代初期，她的母亲在拉肯希思 (Lakenheath) 驻扎时遇到了非裔美国士兵Harold Grigsby。 在 1953 年她出生之前，她的父亲被调回了美国。Elaine 的母亲在她承认之后才告知了她父亲的名字，并且告诉Elaine他来自华盛顿特区。 她于1996年终于才找到了她的父亲，并与她在美国的家人见了面。